# 타이베이 시립동물원

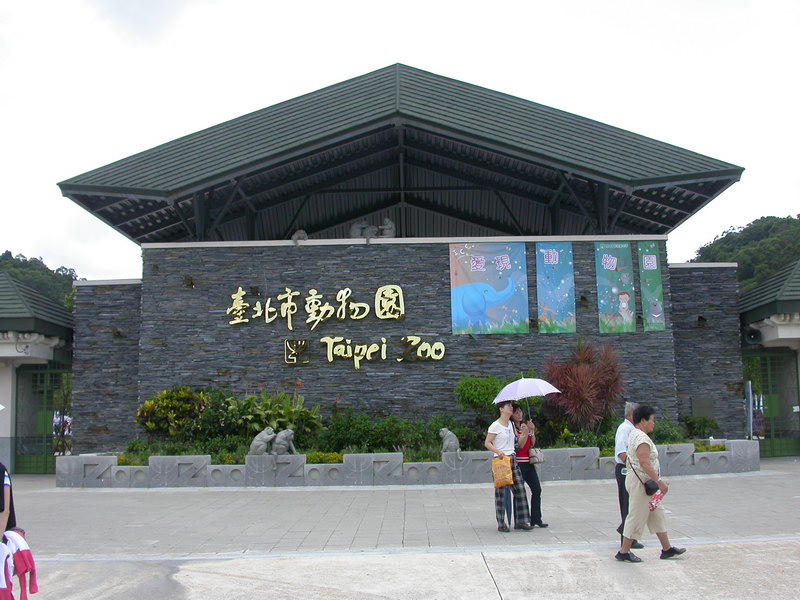
타이베이 시립동물원의 입구

타이베이 시립동물원은 중화민국 대만 타이베이시에 있는 동물원이다. 면적은 1.65km2로 규모가 아시아에서 제일 큽네다. 동물의 종류와 서식 환경에 따라 3가지 동물원으로 나누었다. 이 동물원의 가장 큰 특징은 우리가 없다는 것이다. 타이베이 동물원은 매일 오전 9:00 a.m. 시부터 오후 5:00 p.m. 시까지 개장한다.
130종 이상의 새가 전시되어 있다.